# Mistrovství České republiky v soutěžním lezení 2014
Mistrovství ČR v soutěžním lezení 2014 se uskutečnilo ve třech termínech, městech a disciplínách. MČR v boulderingu 13. září ve Slaném, MČR v lezení na obtížnost 27.-28. září v Ústí nad Labem a MČR v lezení na rychlost 5. října v Kladně. Závody byly součástí Českého poháru v soutěžním lezení 2014.
V Praze na Smíchově navíc 16. února proběhlo MČR veteránů v boulderingu, mužů a žen v kategoriích Masters (35—49 let) a Legends (od 50 let), kvalifikace (6 bouldrů) se konala v Lokal bloku a finále (4 bouldry) na lezecké stěně Smíchoff.

## Výsledky MČR
| disciplína | zlato          | stříbro        | bronz        | celkem |
| ---------- | -------------- | -------------- | ------------ | ------ |
| obtížnost  | Martin Stráník | Martin Jech    | Jan Jeliga   | 14     |
| rychlost   | Jan Kříž       | Petr Burian    | Pavel Krůtil | 8      |
| bouldering | Martin Stráník | Jakub Hlaváček | Jan Chvála   | 29     |

| disciplína | zlato          | stříbro             | bronz               | celkem |
| ---------- | -------------- | ------------------- | ------------------- | ------ |
| obtížnost  | Edita Vopatová | Iva Vejmolová       | Eliška Vlčková      | 8      |
| rychlost   | Lucie Hrozová  | Veronika Scheuerová | Andrea Pokorná      | 3      |
| bouldering | Karina Bílková | Nelly Kudrová       | Kateřina Zachrdlová | 13     |

### Veteráni
| kategorie | zlato                   | stříbro                 | bronz               | celkem |
| --------- | ----------------------- | ----------------------- | ------------------- | ------ |
| masters   | Andrej Chrastina (1973) | Václav Peltrám (1968)   | Jan Pokštefl (1976) | 6      |
| legends   | Pavel Ulrich (1952)     | Miroslav Doseděl (1961) |                     | 2      |

| kategorie | zlato | stříbro | bronz | celkem |
| --------- | ----- | ------- | ----- | ------ |
| masters   |       |         |       |        |
| legends   |       |         |       |        |